# Flatovertex rufotibialis
Flatovertex rufotibialis är en insektsart som beskrevs av Zheng, Z. 1981. Flatovertex rufotibialis ingår i släktet Flatovertex och familjen gräshoppor. Inga underarter finns listade i Catalogue of Life.